# P Nation
La P Nation è un'etichetta discografica sudcoreana, specializzata nella musica K-pop, fondata nel gennaio 2019 da Psy.

## Storia
Il 14 maggio 2018, è stato riferito che Psy avrebbe lasciato la sua etichetta precedente, la YG Entertainment, per iniziare la propria etichetta discografica. Il 23 gennaio 2019, è stato rivelato tramite Instagram che l'etichetta è stata chiamata P-Nation. Il giorno seguente, l'ex membro delle Lucky J, Jessi ha firmato il contratto dell'etichetta, facendo di lei la prima artista della P-Nation. Due giorni dopo, Kim Hyun-ah e l'ex membro dei Pentagon E'Dawn hanno firmato. Il 17 luglio è stato annunciato tramite Instagram che Crush ha firmato un contratto con l'etichetta, dopo aver avuto un contratto con la Amoeba Culture per sei anni.

## Artisti della P Nation

### Solisti
- Psy
- Crush (cantante)
- Heize
- Swings
- Hwasa
- An Shin-ae

### Gruppi
- TNX

## Ex artisti
- D.Ark[8]
- Dawn[9]
- Jessi[10]
- Kim Hyun-ah[9]
- Penomeco[11]